# 잉가 & 아누슈
잉가 & 아누슈(Ինգա և Անուշ)는 아르메니아의 여성 듀오이다. 유로비전 송 콘테스트 2009에서 아르메니아 대표로 참가했다.